# 동수악
동수악(東水岳)은 대한민국 제주특별자치도 서귀포시 남원읍 수망리에 위치한 측화산이다. 높이는 695m로 한라산국립공원 안에 있는 오름으로 북사면은 비교적 완만하고 서사면은 둥그스름한 형태를 띠면서 남동쪽으로 벌어진 말굽형 화구의 가파른 비탈을 이루고 있다. 상록수, 낙엽수 등 자연림의 울창한 숲으로 덮여 있다.

## 위치
남원읍(南元邑)은 제주특별자치도 제주 시가지에서 동쪽에 있는 읍이다. 동쪽으로는 표선면과 접하고 서쪽으로는 효돈천을 경계로 효돈동 · 영천동과 접하고 있다. 북쪽으로는 논고악, 동수악, 민악, 수령산 등의 오름이 있고, 관내를 흐르는 하천으로는 서중천, 위미천, 신례천 등이 있다.
전형적인 농촌 지역으로 대부분 감귤 농사에 종사한다. 고려 시대에는 동도(東道)의 호촌현(狐村縣)에 속했다가 1416년(태종 16)부터는 정의현(旌義縣)에 속하게 되었다. 정의현의 면 중에서도 호촌면(狐村面)에 속했는데, 18세기 말에는 중면(中面)으로 개편되었다. 19세기 중반 이후에는 서중면(西中面)이 되었다. 1914년에는 정의군 서중면을 제주군 서중면이라 했다. 1935년 제주도 서중면을 제주도 남원면(南元面)으로 고쳤다. 1946년 도제(道制)를 시행하면서 제주도 남제주군 남원면이라 했다. 1980년에 남원읍으로 승격했다. 읍 소재지인 남원리를 비롯하여 6개 법정리를 관할하고 있다.
『증보탐라지』에는 호촌면 소속의 마을로 수망(水望) · 동 · 서의귀(東 · 西衣貴) · 보한(保閑) · 우미(又尾) · 오지(烏旨) · 화등(火等)의 일곱 마을을 수록했다. 『제주읍지』에는 중면(中面) 소속의 마을로 수망리(水望里) · 동의귀리(東衣貴里) · 서의귀리(西衣貴里) · 보한리(保閑里) · 화등리(火等里) · 우미리(又美里) · 호촌리(狐村里) 등의 마을을 기재했다. 동수악은 남원읍 수망리에 위치하고 있다.

## 전해오는 이야기
동수악은 『신증동국여지승람』(정의)에 '수악(水岳)'으로 표기했고, "정의현 서쪽 45리에 있다. 오름 정상에 용추(龍湫)가 있는데, 깊이를 헤아릴 수 없다. 가뭄이 들 때 기우제를 지내면 효험이 있다."라고 했다. 『탐라지』(정의)에도 '수악(水岳)'이라 했다. 『제주군읍지』의 「제주지도」에 '수봉(水峰)', 『정의읍지』의 「정의지도」에 '수정악(水頂岳)', 『조선지지자료』에 '수악(水岳)'이라 기재했다. 원래 화구에 물이 있어서 '수악'이라 한 것인데 현재는 퇴적이 진행되면서 물이 점차 줄어들고 있다.

## 같이 보기
- 한라산
- 측화산
- 성널오름

## 참고 자료
- 「지형도를 이용한 제주도 기생화산 연구 및 답사」, 한라산동부횡단도로 변의 동수악, 서무송 저, 푸른길(2009년, 154~158p)